# Grb Hrvatske Republike Herceg-Bosne
Grb Hrvatske Republike Herceg-Bosne je povijesni hrvatski grb u obliku stiliziranog štita, podijeljen vodoravno i okomito u dvadeset pet crvenih i bijelih kvadrata, tako da je prvo polje u lijevom gornjem kutu stiliziranog štita crvene boje. Iznad stiliziranog štita nalazi se pleter vodoravno položen na štit iznad tri središnja polja.
Omjer visine tropleta i visine kvadratnog polja je 1:1, a omjer dužine tropleta i dužine kvadratnog polja je 3:1.
Grb je obrubljen zlatnom crtom.

## Postanak grba i zastave
Vojne postrojbe Hrvatskog vijeća obrane od svoje su pojave u proljeće 1992. godine stupale pod hrvatskom zastavom i hrvatskim grbom, no to nisu bili grb i zastava Republike Hrvatske. Na samom početku isticane su različite inačice zastava (razlikovale su se po izgledu hrvatskog šahiranog grba na njima). Korišteni su i različiti grbovi, podjednako i s prvim crvenim poljem, kao i s prvim bijelim poljem.
Znatno zanimljiviji bio je kovinski emajlirani znak za kapu. To je također bio hrvatski šahirani grb od 25 polja s početnim crvenim poljem, a na vrhu štita je bio smješten starohrvatski pleter. Po svojemu izgledu taj znak je bio istovjetan znaku kakav je u razdoblju od jeseni 1990. (prije usvajanja novih obilježja Republike Hrvatske 21. prosinca 1990. godine) do prvih mjeseci 1991. godine na svojim kapama nosio dio pripadnika Ministarstva unutarnjih poslova Republike Hrvatske.
Očito je da se netko u Hrvatskom vijeću obrane prisjetio takvog znaka, koji je s obzirom na to da je već bio izrađivan za hrvatsku policiju, bilo moguće brzo izraditi i njime opskrbiti postrojbe HVO-a u nastajanju. Nema izvora koji bi to potvrdili da se to uistinu i zbilo na takav način pa je zasad ipak tek riječ o logičnoj pretpostavci.
Činjenica je da su od početka rata u Bosni i Hercegovini mnogi pripadnici HVO-a na svojim kapama nosili upravo takav znak. On je vrlo brzo upotrijebljen na pečatima postrojbi i službi HVO-a, kako onih vojnih tako i onih koje su organizirale život u pozadini i sustav vlasti na područjima s hrvatskom većinom. Taj je znak postao i grbom Hrvatske zajednice Herceg-Bosne. Ubrzo je taj znak, sada već kao poseban grb Hrvata u Bosni i Hercegovini, na hrvatskoj trobojnici zamijenio dotad korištene inačice hrvatskih šahiranih grbova.
Na taj je način nastala i zastava Hrvata u Bosni i Hercegovini. Otad do danas taj se grb i zastava neprekinuto koriste kao službena obilježja hrvatskog naroda u toj zemlji, a na to nisu utjecale ni promjene koje su se u međuvremenu dogodile.

## Preporučene boje
Prikaz nijansi boja na hrvatskoj zastavi nije precizno određen u zakonskomu tekstu. Na temelju zaključaka Predsjedništva Sabora, objavljen je digitalni zapisi grba i zastave RH te zastave Predsjednika RH, u kojem su navedene i boje koje bi valjalo rabiti. S obzirom na to da je grb Hrvatske Republike Herceg-Bosne, također prihvaćen kao i grb hrvatskog naroda u Bosni i Hercegovini, nastao prvotno kao kovinski emajlirani znak za kape pripadnika Ministarstva unutarnjih poslova Republike Hrvatske te jednakost i nedjeljivost hrvatske trobojnice, bilo gdje u svijetu, preporučljivo je rabiti boje, koje je propisao Hrvatski sabor.
| Boja          | Prikaz | Pantone           | CMYK        | RGB         | HTML kôd |
| ------------- | ------ | ----------------- | ----------- | ----------- | -------- |
| crvena        |        | 186 C             | 0-100-100-0 | 255-0-0     | #FF0000  |
| bijela        |        | Transparent White | 0-0-0-0     | 255-255-255 | #FFFFFF  |
| žuta (zlatna) |        | pantone 108       | 0-6-95-0    | 247-219-23  | #F7DB17  |

## Uporaba grba
Grb se rabio za vrijeme postojanja Hrvatske Republike Herceg-Bosne:
- u sastavu pečata i žigova državnih organa i drugih javnih tijela Hrvatske Republike Herceg-Bosne;
- na zgradama u kojima su bili smješteni organi i druga javna tijela u Herceg-Bosni, te u svečanim prostorijama tih zgrada;
- u službenim natpisima organa društveno-političkih zajednica istaknutim na zgradama u kojima su bili smješteni u HR HB;
- na službenim i sličnim aktima kojima se služili: Predsjednik, Predsjedničko vijeće, Vlada i Zastupnički dom Herceg-Bosne, razna ministarstva i drugi zakonodavni, izvršni i pravosudni organi Hrvatske Republike Herceg-Bosne;
- na diplomama i svjedodžbama o završenom školovanju;
- na vojničkim kacigama i kapama pripadnika Hrvatskog vijeća obrane;
- na registarskim tablicama Hrvatske Republike Herceg-Bosne;
- u drugim prilikama utvrđenim tadašnjim zakonima.

Ukidanjem Herceg-Bosne i osnivanjem Federacije BiH grb se prestao rabiti, a danas je samo u uporabi u učionicama škola u Bosni i Hercegovini koje svoju nastavu izvode po hrvatskom nastavnom planu i programu te u Zapadnohercegovačkoj i Hercegbosanskoj županiji, gdje se koristi kao službeni grb tih dviju županija, iako ga je Ustavni sud Federacije Bosne i Hercegovine već nekoliko puta proglasio nelegalnim.

## Primjeri uporabe
Grb je korišten na zaglavljima službenih dokumenata Herceg-Bosne, koji pokazuju da je Herceg-Bosna u svim aspektima poštovala suverenitet Bosne i Hercegovine.
| 1993. Republika Bosna i Hercegovina HRVATSKA ZAJEDNICA HERCEG-BOSNA ODJEL UNUTARNJIH POSLOVA | 1994. Bosna i Hercegovina HRVATSKA REPUBLIKA HERCEG-BOSNA MINISTARSTVO OBRANE |

## Unutarnje poveznice
| - Zastava Hrvatske Republike Herceg-Bosne - Hrvatska Republika Herceg-Bosna | - Simboli Hrvata Bosne i Hercegovine - Hrvati Bosne i Hercegovine |